# Tresca
La tresca era una danza medievale del XIV secolo, originaria dell'Italia, accompagnata possibilmente con musica e canti. Si pensa sia all'origine della farandola.
Nelle danze tradizionali trova una trasposizione nel trescone toscano e come parte delle danze nei balli staccati dell'Appennino bolognese.